# 로버트 카진스키
로버트 카진스키(Robert Kazinsky, 1983년 11월 18일 ~ )는 잉글랜드의 배우이다.

## 출연 작품
- 내 남자만 모르는 비밀계약 (2019)
- 워크래프트: 전쟁의 서막 (2016) - 오그림 둠해머 역
- 핫 퍼슈트 (2015)
- 퍼시픽 림 (2013)

### 텔레비전
- 트루 블러드 시즌6 (2013)
- 세컨드 찬스 (2016)